# Alstermo
Alstermo è un'area urbana della Svezia situata nel comune di Uppvidinge, contea di Kronoberg.
La popolazione risultante dal censimento 2010 era di 829 abitanti .